# Dation en paiement
La dation en paiement est le fait de se libérer d'une dette par une prestation ou un bien différent de celui qui était initialement dû. Elle se distingue du paiement, de la compensation et de la novation. Cependant elle peut être assimilée à une vente ou une novation selon la position de la théorie en litige.[réf. nécessaire]

## Droit français

### Droit fiscal

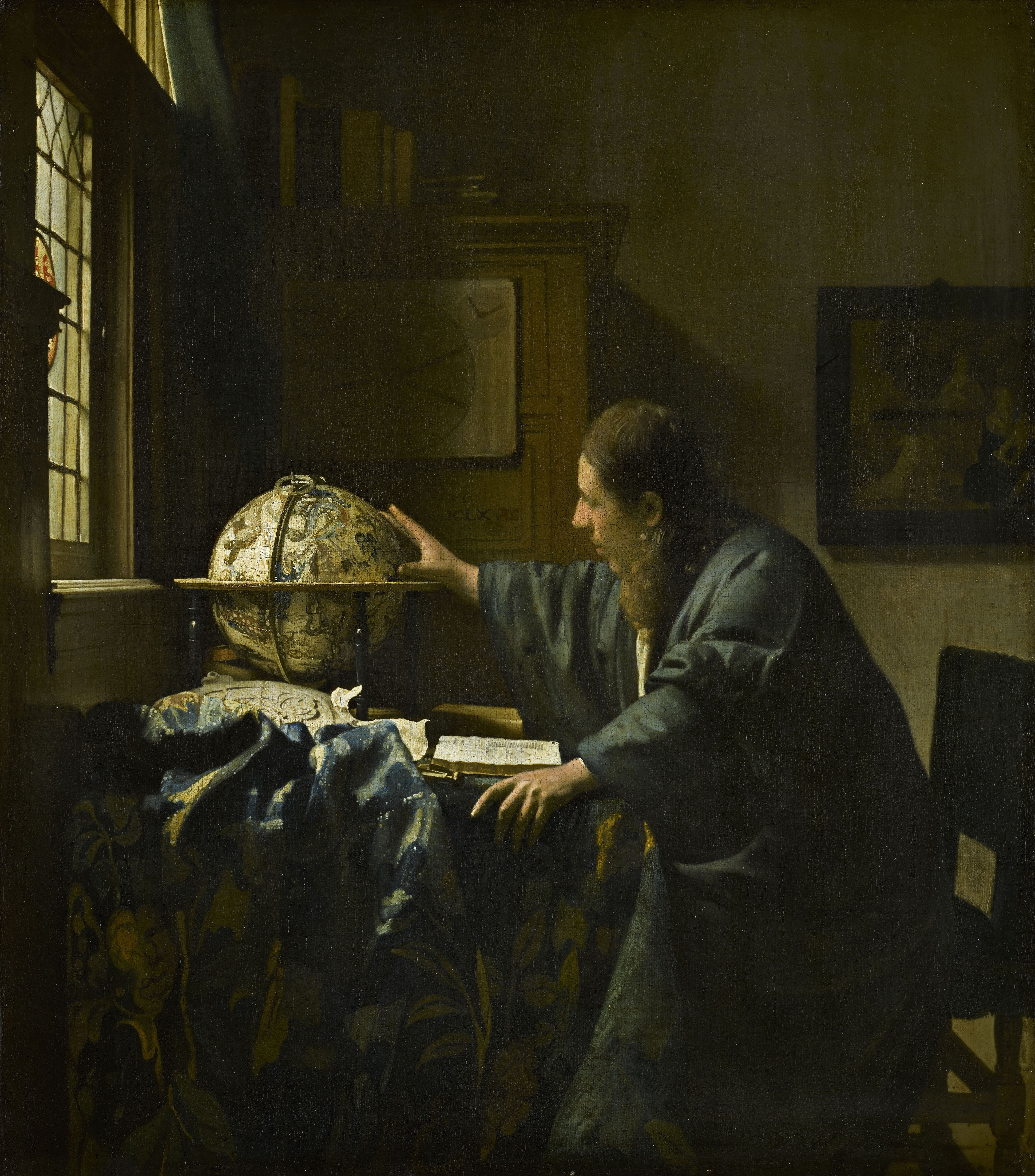
L'Astronome de Vermeer, 1668, acquis par dation en paiement de droits de succession.

En droit fiscal français, la dation en paiement permet de s'acquitter de certaines de ses obligations fiscales par la cession d'un objet artistique ou historique, d'un immeuble ou d'une parcelle susceptible d'être incorporée au domaine forestier de l'État. Elle vise au premier chef les droits de succession : elle a été utilisée par exemple lors des successions de Matisse, Picasso, Cézanne et Chagall. Elle a ensuite été étendue aux droits sur les mutations à titre gratuit entre vifs (donations), aux droits de partage et à l'impôt de solidarité sur la fortune (art. 885-D du CGI), mais est exclue pour le paiement de l'impôt sur le revenu. Ce règlement est subordonné à l'agrément de l'État. C'est l'un des principaux modes d'enrichissement des collections publiques.
Elle a été introduite par André Malraux dans le cadre de la loi no68-1251 du 31 décembre 1968, intégrée à l'article 1716 bis du Code général des impôts. Elle ne concerne d'abord que les « œuvres d'art, de livres, d'objets de collection ou de documents de haute valeur artistique ou historique ». Ont également été acceptés par l'administration des objets porteurs de mémoire, comme des hélicoptères présents lors de la bataille de Điện Biên Phủ. La loi no95-1346 de finances pour 1996 a étendu le dispositif aux « immeubles situés dans les zones d'intervention du Conservatoire de l'espace littoral et des rivages lacustres définies à l'article L. 243-1 du Code rural dont la situation ainsi que l'intérêt écologique ou paysager justifient la conservation à l'état naturel. »
Une offre de dation est instruite par la Direction générale des Impôts qui la transmet à la Commission interministérielle d'agrément pour la conservation du patrimoine artistique national, qui comprend un représentant du ministère du Budget et un du ministère de la Culture. Elle doit examiner l'intérêt d'accepter le ou les objet(s) proposé(s) et, le cas échéant, sa destination. Comme pour l'exercice du droit de préemption, l'administration ne retient que des œuvres majeures ou complétant une lacune des collections publiques. Parmi les collections du musée du Louvre, Hélène Fourment au carrosse de Rubens, L'Astronome de Vermeer, le Portrait de M. Meunier et le portrait de Marie-Madeleine Guimard par Fragonard, ainsi que le portrait de Napoléon Ier en costume de sacre par François Gérard sont entrés par dation.

### Droit civil
La dation en paiement est une modalité d'extinction de l'obligation, réglementée par la jurisprudence aidée de la doctrine. Elle permet au débiteur de se libérer de l'obligation, en remettant au créancier une chose différente de celle prévue au contrat.
La dation en paiement est une modalité d'extinction de l'obligation par paiement du débiteur. Le créancier est indirectement satisfait, car il n'obtient pas la chose prévue au contrat, mais une chose réputée équivalente par les parties. La dation consiste en l'aliénation d'un bien du débiteur, laquelle emporte transfert de propriété du bien au créancier. Il peut s'agir également de l'exécution d'une prestation de service.
La dation en paiement suppose la réunion de quatre conditions :
- l'existence d'une dette à payer : la dation en paiement est une forme de paiement, lequel suppose l'existence d'une dette ;
- l'accord du créancier (v. supra) : l'article 1243 ancien du Code civil dispose que le créancier peut refuser tout paiement distinct de celui prévu au contrat. L'article 1342-4 nouveau du Code civil dispose que le créancier peut accepter de recevoir en paiement autre chose que ce qui lui est dû ;
- la capacité à disposer des deux parties : la dation en paiement consiste le plus souvent en un transfert de propriété d'une chose, d'un débiteur à son créancier. L'accomplissement de cet acte de disposition suppose la capacité des parties à disposer, ce qui exclut la dation en paiement par un débiteur placé sous tutelle ou curatelle ;
- la propriété de la chose objet du paiement par le débiteur : le débiteur peut disposer de ses biens propres, mais pas des biens d'autrui. Par conséquent, la dation en paiement de la chose d'autrui est frappée de nullité relative, sauf lorsque le débiteur était le possesseur utile de la chose, et que le créancier était de bonne foi.

La dation en paiement permet au débiteur de pallier son insolvabilité, notamment financière, pour satisfaire le créancier.
La dation en paiement se rapproche de la vente, ce qui justifie de lui appliquer certaines des règles de la vente :
- la rescision pour lésion, à condition que la chose du paiement soit un bien immobilier ;
- le transfert automatique de propriété, dès l'échange des consentements (solo consensu).

Néanmoins, malgré sa nature novatoire, la dation en paiement effectue un véritable paiement, ce qui la rend impossible en cas de procédures collectives, le débiteur en cessation de paiement ne pouvant plus procéder à des paiements.
Ses effets sont, pour l'essentiel, similaires à ceux de la novation :
- L'extinction de l'obligation novée et la naissance d'une nouvelle obligation ;
- La disparition des sûretés, à moins qu'une stipulation ne prévoie le contraire ;
- Le paiement de la nouvelle obligation.

## Droit canadien

### Droit québécois
En droit québécois, la dation en paiement est décrite aux articles 1799 et 1800 du Code civil du Québec. L'art. 1799 C.c.Q. contient une définition de la dation en paiement : « La dation en paiement est le contrat par lequel un débiteur transfère la propriété d’un bien à son créancier qui accepte de la recevoir, à la place et en paiement d’une somme d’argent ou de quelque autre bien qui lui est dû ». L'art. 1800 C.c.Q. dispose que « La dation en paiement est assujettie aux règles du contrat de vente et celui qui transfère ainsi un bien est tenu aux mêmes garanties que le vendeur. Toutefois, la dation en paiement n’est parfaite que par la délivrance du bien. » L'art. 419 C.c.Q. affirme que l'exécution du partage du patrimoine familial peut avoir lieu par dation en paiement.